# Józef Dowbor-Muśnicki

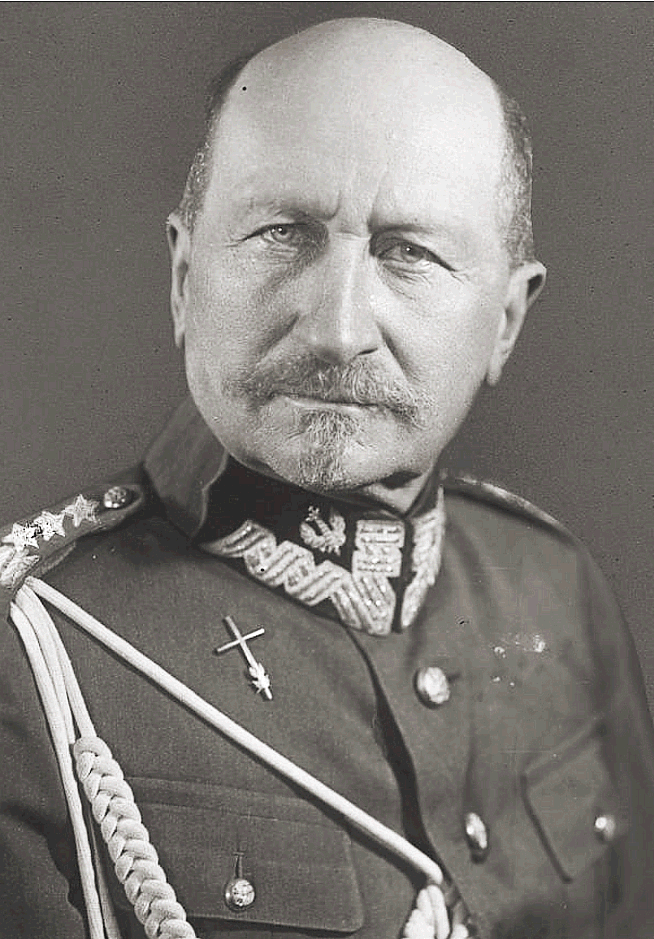
Józef Dowbor-Muśnicki

Józef Dowbor-Muśnicki (* 25. Oktober 1867 in Garbów; † 26. Oktober 1937 in Batorowo) war ein polnischer General.
Dowbor-Muśnicki wurde in einer polnischen patriotisch gesinnten Familie geboren, was ihn für sein ganzes Leben prägte. Er besuchte ab 1877 das Gymnasium in Radom und von 1884 bis 1886 die Kadettenschule in Sankt Petersburg. Bis 1888 studierte er Militärwissenschaften an der Schule des Großfürsten Konstantin. Nach Dienst als Leutnant beim 140. Linieninfanterieregiment und dem 11. Grenadierregiment in Jaroslawl studierte er von 1899 bis 1902 an der Generalstabsakademie in St. Petersburg und erlangte in dieser Zeit den Rang eines Hauptmanns.
Am Russisch-Japanischen Krieg nahm er im Sibirischen Korps teil und wurde zum Oberstleutnant befördert. Ab 9. November 1910 wurde er zum Stabschef der 11. Infanteriedivision und am 21. April 1912 der 7. Infanteriedivision ernannt. Im Ersten Weltkrieg war er ab dem 3. September 1915 im Verband der russischen 1. Armee eingesetzt. Er wurde am 8. Dezember 1914 zum Generalmajor und am 5. Mai 1917 zum Generalleutnant der zaristischen Armee befördert. Ab 25. Februar 1916 wurde er Kommandeur der 123. Infanterie-Division, ab 7. November 1916 der 38. Infanteriedivision und am 17. Januar 1917 wurde er zum Stabschef der russischen 1. Armee ernannt. Von April bis Juli 1917 kommandierte er das XXXVIII. Armeekorps. Nach der Oktoberrevolution 1917 wurde er Kommandeur des Polnischen 1. Korps in Russland, das gegen die Bolschewiki kämpfte.
Nach der Demobilisierung 1918 kehrte Dowbor-Muśnicki nach Polen zurück und beteiligte sich unter Józef Piłsudski am Aufbau der Polnischen Armee, die er im Posener Aufstand kommandierte. 1919 wurde er zum polnischen General befördert und kommandierte im August und September 1920 im Polnisch-Sowjetischen Krieg die Südfront (polnische 6. und 7. Armee). Schon am 6. Oktober 1920 wurde er in Reserve versetzt und trat am 31. März 1924 in den Ruhestand. Er zog sich auf sein Gut in Batorowo zurück, wo er 1937 starb. Er wurde auf dem Friedhof in naheliegenden Lusowo beigesetzt. Janina Lewandowska war seine Tochter.